# Akademisk termin
 For alternative betydninger, se Termin.
En akademisk termin  (eller bare termin) er en del af et akademisk år. En termin er tiden en akademisk institution (primært universiteterne men ses også i grundskolen og gymnasiet) undervisningsperiode er på. Skemaet kan variere meget:
- Et semester system inddeler det akademisk år i to terminer, som hver typisk er på 14–20 uger. Ordet semester kommer fra latin: Semestris‚ seks måneder; halvårlig - fra sex "seks" og mensis "måned".[1]
- Et trimester system inddeler det akademisk år i tre terminer, som hver kan være så kort som otte uger eller så lang som 16 uger.
- Et quadmester (eller kvarter) system inddeler det akademisk år i fire terminer og hver kan være op til 12 uger - og som normalt tæller sommeren som en af terminerne.
- Et quinmester system inddeler det akademisk år i fem terminer.

I de fleste lande begynder det akademisk år i sensommeren eller tidlig efterår og slutter det følgende forår eller sommer. I den nordlige halvkugles lande betyder det at det akademisk år varer fra august, september eller oktober til maj, juni eller juli. I den sydlige halvkugles lande betyder det at det akademisk år følger kalenderåret, varende fra februar eller marts til november eller december. Sommeren kan være eller er ikke en del af terminsystemet.